# Simon Ives
Simon Ives (Ware-Herts, 20 de juliol de 1600 – Londres, 1 de juliol de 1662) fou un compositor anglès del Barroc. Fou chantre de catedral de Saint Paul de Londres, càrrec que va perdre durant la dominació d'Oliver Cromwell, dedicant-se llavors a l'ensenyança particular de la música. Moltes de les seves composicions es troben en el Musical Companion de Playford i en altres antologies de l'època.